# Laatpaleolithicum
Het laatpaleolithicum, jong paleolithicum, hoogpaleolithicum of bovenpaleolithicum is het latere deel van het Euraziatische paleolithicum. Ze begon ongeveer 40.000 jaar geleden tijdens de laatste ijstijd, het Weichselien, en eindigde aan het eind daarvan rond 12.000 jaar geleden.
Het beginnend ofwel initieel laatpaleolithicum valt samen met de immigratie van de anatomisch moderne mens (Homo sapiens sapiens) in Europa.

## Menselijke fossielen
De eerste fase van het laatpaleolithicum, waarin de vroege moderne mens zich door heel Eurazië uitbreidde, wordt het initieel laatpaleolithicum genoemd.
Tot de vroegste moderne mensen die rechtstreeks in deze periode werden gedateerd behoren het individu van 46.000 tot 43.000 jaar geleden in de Batsjo Kirogrot in het huidige Bulgarije. Relatief volledige schedels uit ca. 36.000 BP zijn in de Peștera cu Oase (Roemenië) aangetoond. Onzeker zijn fossiele resten uit de Grotta del Cavallo (Apulië) en Kent's Cavern (Engeland), welke echter alleen tanden en een stuk bovenkaak omvatten.
De migratie van Homo sapiens sapiens wordt op grond van de vroegste vormen van het Aurignacien teruggeleid tot het Midden-Oosten en de Kaukasus.
Ongeveer 40.000 tot 30.000 jaar geleden leefden naast deze Homo sapiens sapiens-immigranten nog neanderthalers (Homo sapiens neanderthalensis) in Europa, aan welke mogelijk de culturen van het Szeletien en het Châtelperronien kunnen worden toegeschreven. De culturen van de late neanderthalers worden echter meest nog tot de vorige periode, het middenpaleolithicum gerekend. De meest recente fossiele vondsten van neanderthalers komen uit Spanje (b.v. Zaffaraja, Gibraltar), Kroatië (Vindija) en van het schiereiland de Krim (Kiik-Koba).

## Archeologische culturen

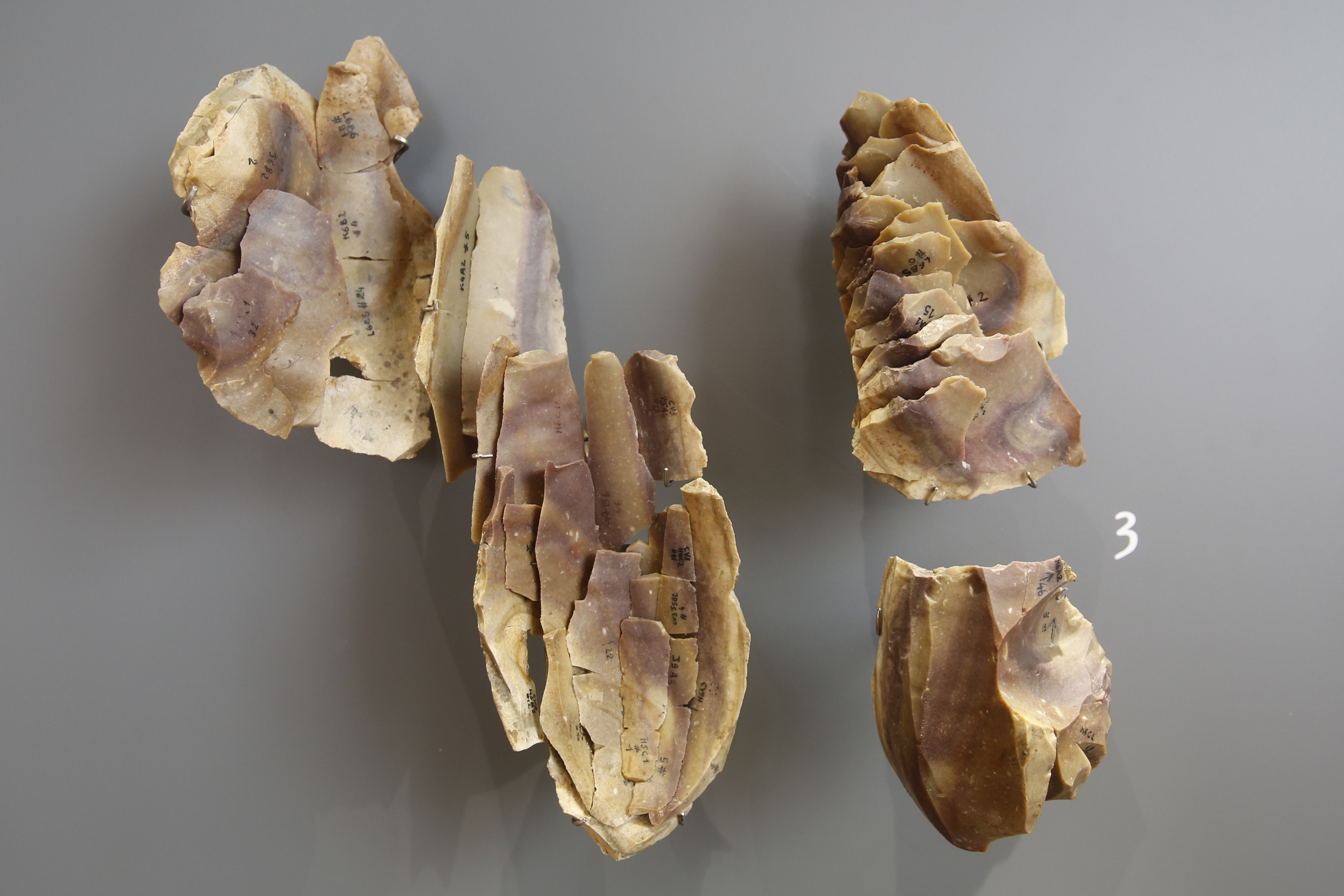
Afslagklingen van de Aurignac-techniek

Met het laatpaleolithicum doet een nieuwe vorm van vuursteenbewerking zijn intrede, waarbij van een voorbewerkte kern lange klingen afgeslagen worden, in tegenstelling tot de scherven van de oudere Levalloistechniek.
Naast overgangsindustrieën die naast een geleidelijke aanpassing aan de nieuwe techniek nog steeds essentiële elementen van de Levalloistechniek vertonen (Bohunicien in Tsjechië, Uluzzien in Italië) kan alleen het Aurignacien worden omschreven als echt laatpaleolithisch.
Behalve vuursteenpunten vindt men nu steeds meer punten uit bot, gewei en ivoor. Beenderen punten met een gespleten basis vormen een gidsfossiel voor het oudere Aurignacien. Een nieuw gereedschap van het Laat-paleolithicum is de steker. Daarnaast vindt men voor het eerst grotschilderingen en mobiele kunst: sieraden, muziekinstrumenten en ivoorsnijwerk zoals Venusbeeldjes.

## Laatste Glaciale Maximum

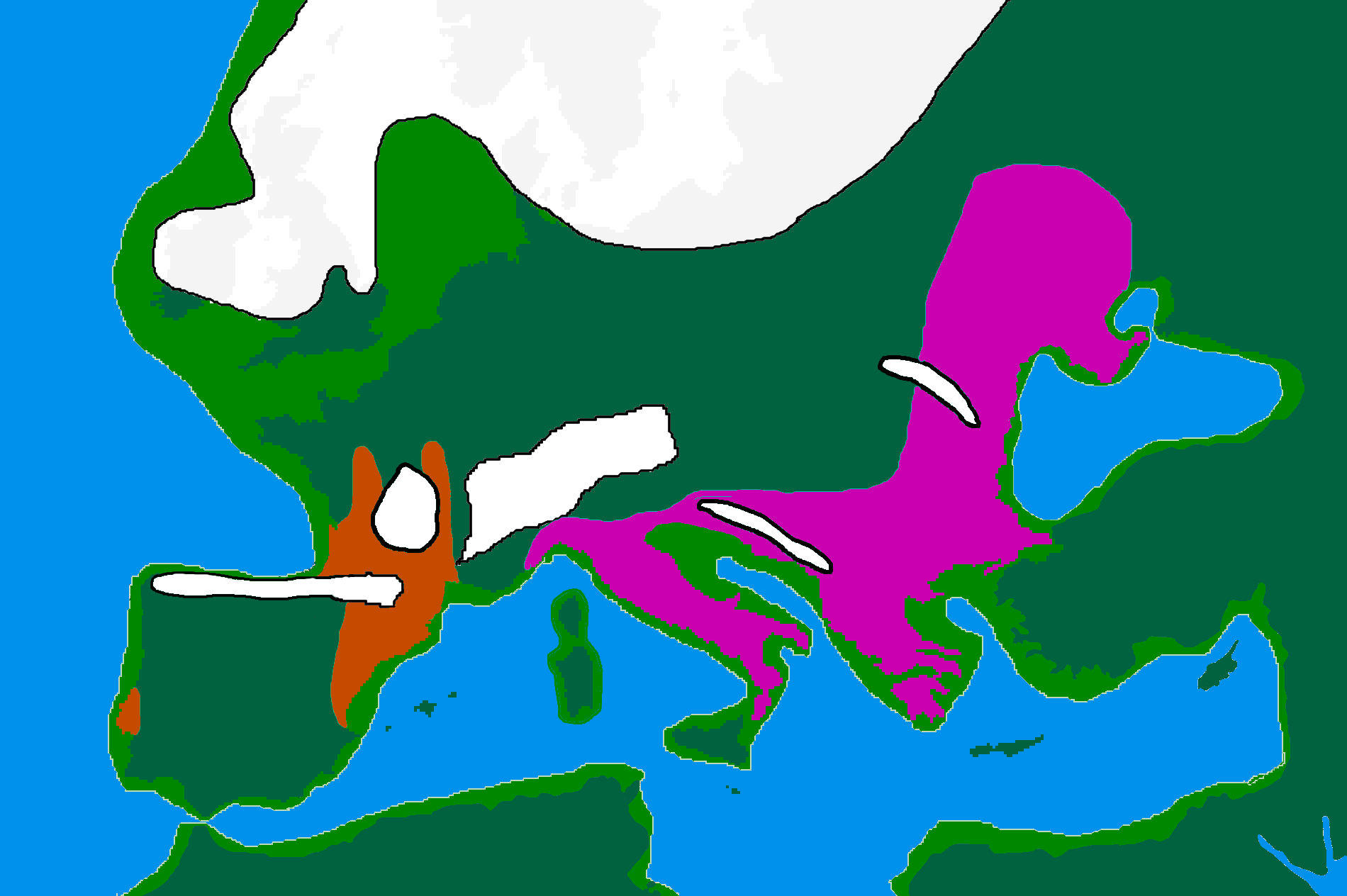
Europese culturen tijdens het Laatste Glaciale Maximum
Solutréen
Epigravettien

Het middelste Laat-paleolithicum wordt bepaald door de messen en punten met stompe rug van het Gravettien (28.000 tot 22.000 BP). Na deels interstadiale omstandigheden tijdens het Aurignacien met een vochtig gematigd klimaat, heerste tijdens het Gravettien een koud en droog klimaat.
Op het Gravettien volgde het alleen in Frankrijk en Cantabrië voorkomende Solutréen (22.000-18.000 BP). Klimatologisch valt dit in het late gedeelte van de laatste ijstijd, welks Laatste Glaciale Maximum bij ongeveer 20.000 tot 18.000 BP lag.
Tot het einde van het Laat-paleolithicum worden het Magdalénien (inclusief Badegoulien) in West-Europa en het Epigravettien in het oosten van Centraal-Europa en Oost-Europa gerekend. Het vroege Magdalénien kenmerkt zich in het zuidwesten van Europa door een interstadiaal (Lascaux-interstadiaal), bij een overigens overwegend koud klimaat. Op het smelten van het laatste grote continentale landijs in het Allerød-interstadiaal volgt een eerste herbebossing, die echter door een laatste koudefase (Jonge Dryas) wordt opgevolgd.
Tijdens en vooral aan het einde van de Weichsel/Würm-ijstijd komt het tot een uitsterven van vele Pleistocene zoogdieren. Dit Kwartair uitsterven kan zowel aan veranderingen in het milieu, overbejaging door de mens of een combinatie van beide oorzaken worden toegeschreven. Terwijl de holenbeer al rond 25.000 BP is uitgestorven of uitgeroeid, verdwenen andere grote zoogdieren na het laatste koudemaximum van de Würm of Weichsel-ijstijd. Deze omvatten de holenleeuw, wolharige neushoorn, reuzenhert en steppenwisent. De mammoet werd volledig uit Europa verdrongen en stierf in het noordoosten van Siberië rond 5000 BP uit.

## Eind-paleolithicum
De eindperiode van het Laat-paleolithicum (Duits: Spätpaläolithikum) begint met de aanzienlijke klimaatverwarming van het Bølling-interstadiaal rond 14.500 BP.
In het Zuidwest-Europese kerngebied van het Magdalénien volstrekt zich ongeveer 14.000 BP de overgang naar het Azilien, die wordt gerekend tot het Epipaleolithicum.
De Hamburgcultuur (15.000-12.000 BP) in Nederland, Noord-Duitsland en Noord-Polen valt samen met het late Magdalénien in Frankrijk, Zuid-Duitsland en Tsjechië. In de Noord-Europese Laagvlakte worden de archeologische culturen van het eind-paleolithicum door karakteristieke werktuigvormen, zogenaamde gids-artefacten, ingedeeld in de Ahrensburgcultuur (11.200 – 9.500 BP) en de Tjongercultuur of Federmessercultuur (12.000 tot 11.000 BP). De eerste vindplaatsen van de Tjongercultuur verklaren de naam: vondsten van vuurstenen artefacten langs een Fries riviertje (genaamd Tjonger), sites zijn onder meer bekend te Oldeholtwolde en Makkinga Lochtenrek.
Vanwege de onduidelijke archeologische grenzen wordt het einde van het Laat-paleolithicum in de klimaatgeschiedenis met het einde van de Jonge Dryas (11.560 BP) gelijkgesteld, en de overgang van het Pleistoceen naar het Holoceen. Microlieten, als een typische vorm van het Mesolithicum vindt men echter reeds in het laatpaleolithicum, zodat er archeologisch geen scherpe grens bestaat.

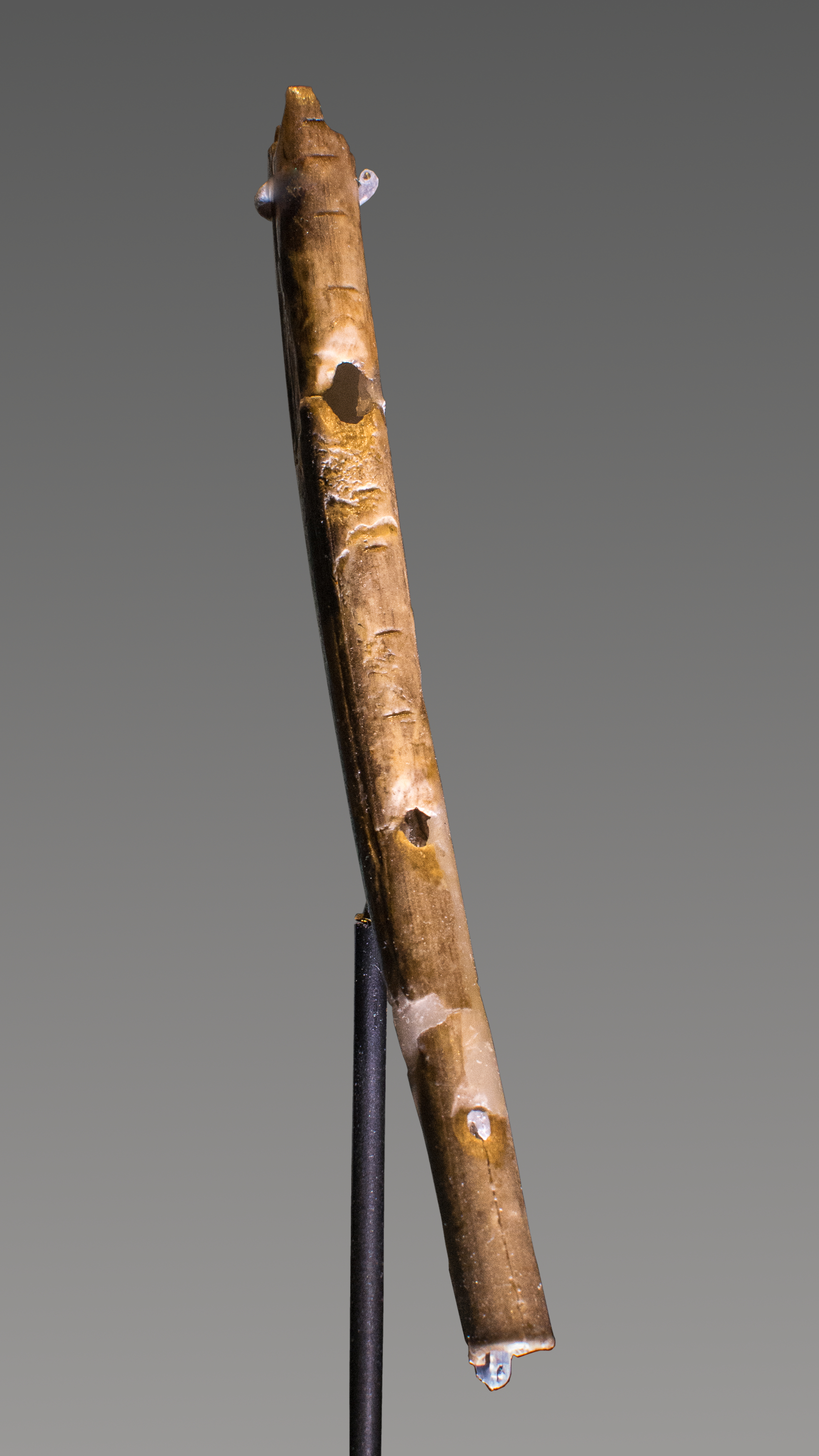
Fluit van een zwanenbot (Aurignacien)
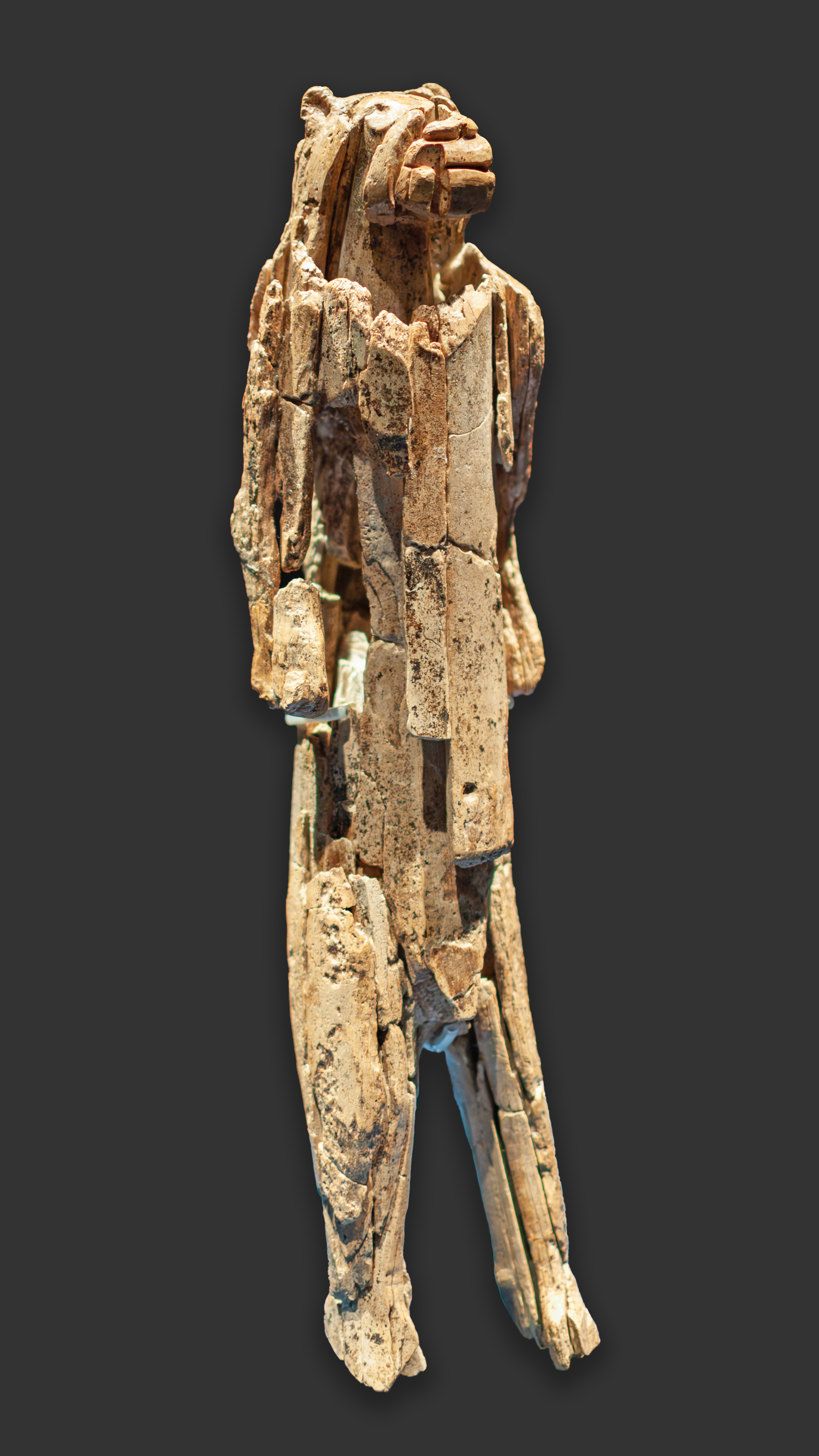
De Leeuwenmens van Hohlenstein Stadel (Aurignacien)
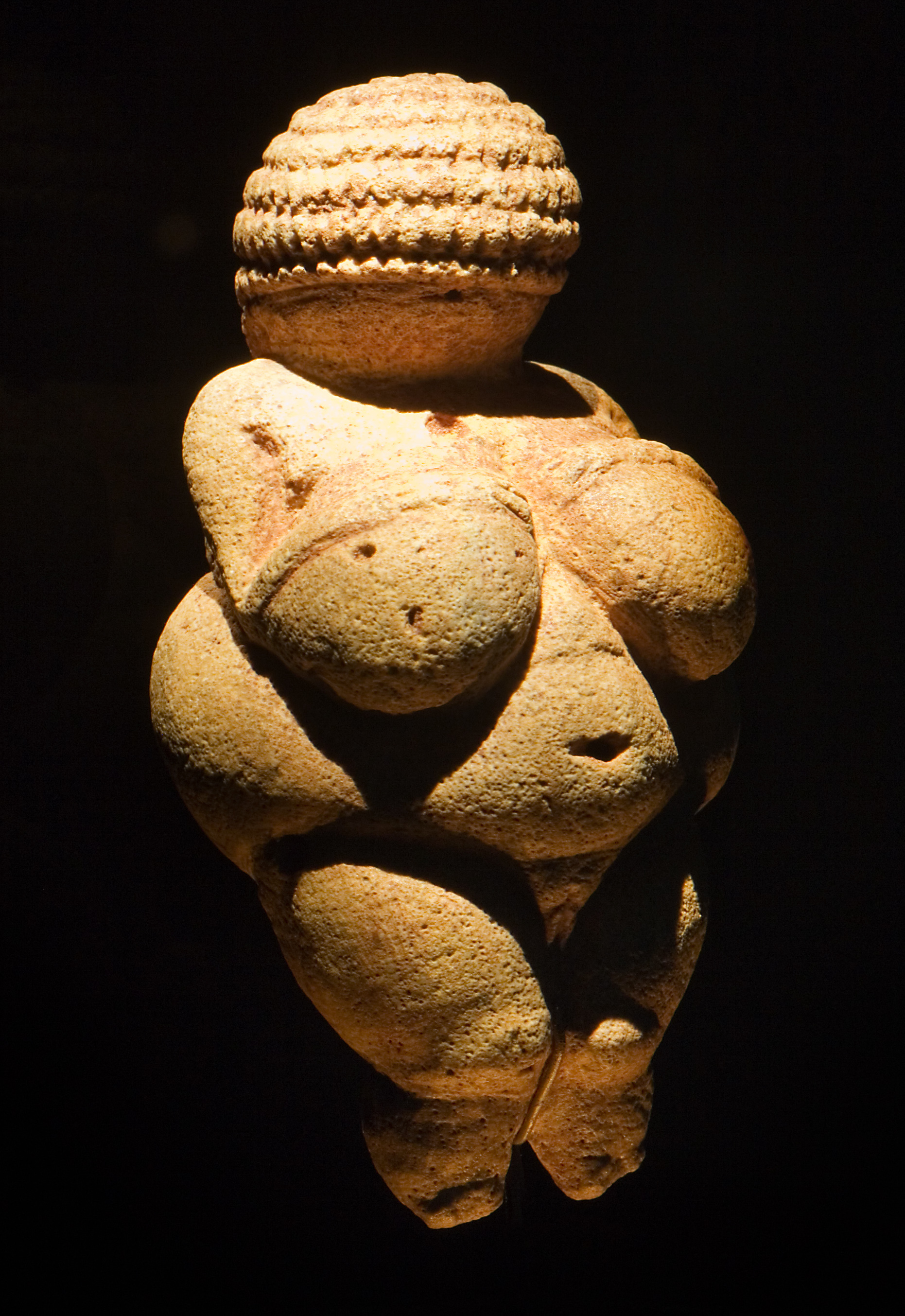
Venus van Willendorf (Gravettien)
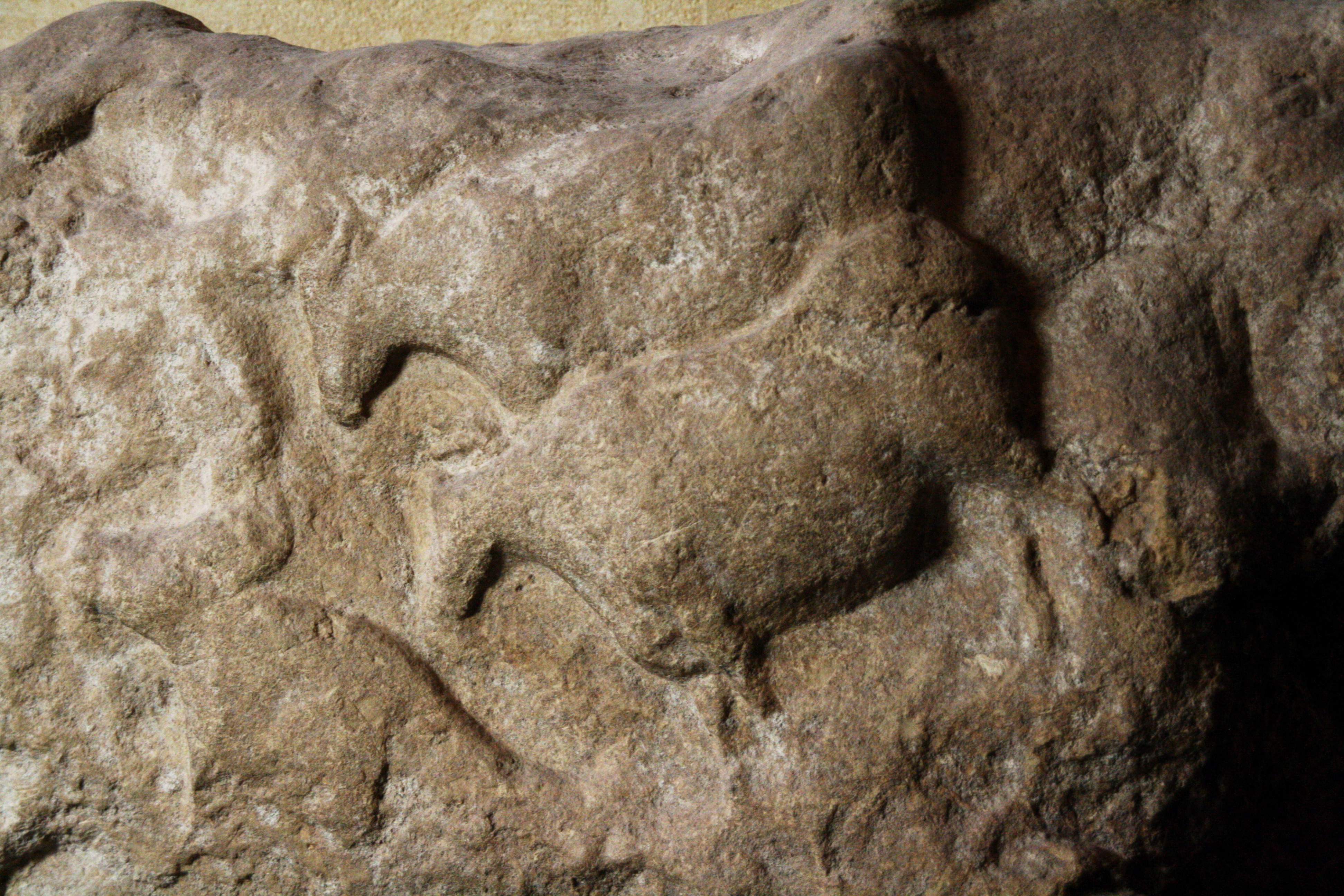
Oerossen, Fourneau du Diable, Bourdeilles (Solutréen)
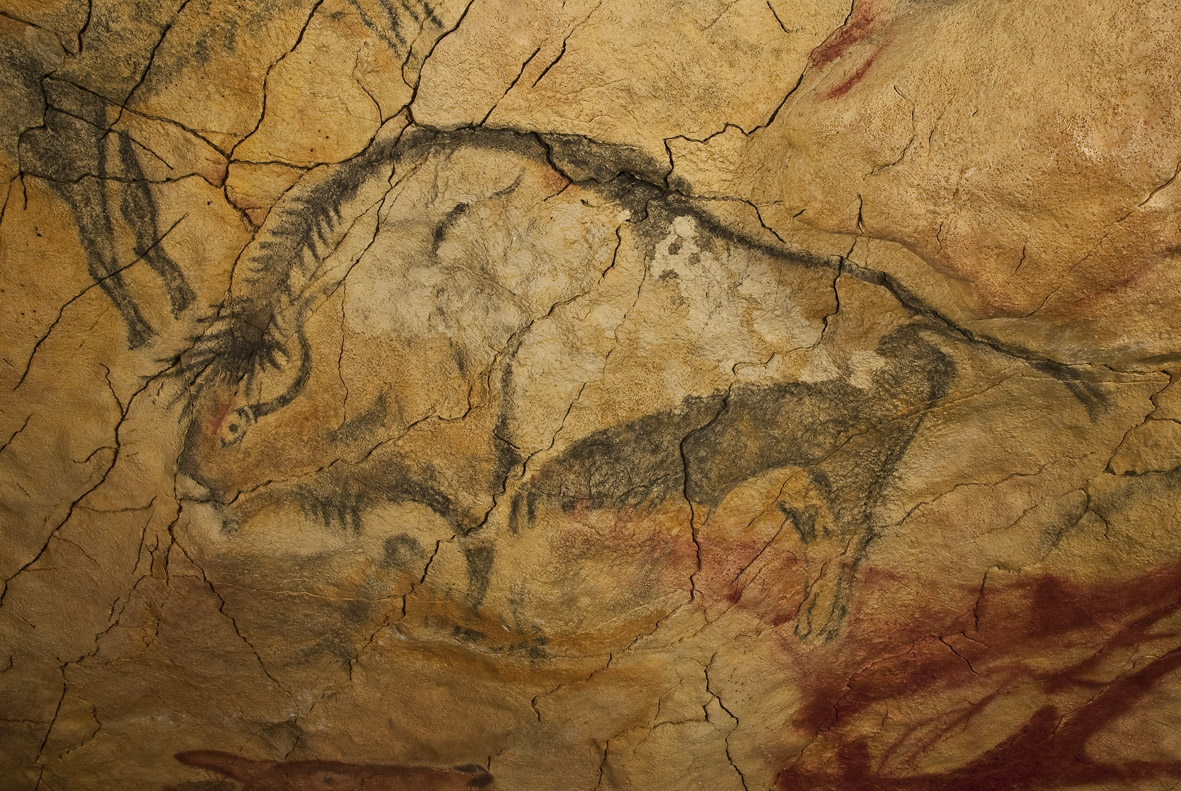
Wisent, Altamira (Magdalénien)

## Kolonisatie van Amerika
In de late fase van het Laat-paleolithicum vindt ook de kolonisatie van Amerika vanuit Eurazië plaats, en het ontstaan van de Lithische periode in de Nieuwe Wereld.